# كاتي غريفيثز
كاتي غريفيثز (بالإنجليزية: Katie Griffiths)‏ هي ممثلة بريطانية، ولدت في 6 أبريل 1989 في سانت ألبانز في المملكة المتحدة.

## وصلات خارجية
- كاتي غريفيثز على موقع IMDb (الإنجليزية)
- كاتي غريفيثز على موقع قاعدة بيانات الفيلم (الإنجليزية)